# 参謀総長 (イスラエル国防軍)
参謀総長（さんぼうそうちょう、ロシュ・ハマテ・ハクラリ、ヘブライ語: ראש המטה הכללי、英語: Rosh Hamateh haklali）、略称「ラマトカル」（ヘブライ語: רמטכ"ל、英語: Ramatkal）とは、イスラエル国防軍（以下イスラエル軍）における軍最高司令官の役職名である。
現役の軍人のなかで、参謀総長だけがイスラエル軍における最高位の階級「ラヴ・アルーフ」（中将に相当）となることができる。

## 概要
参謀総長の地位は基本法における「軍」の項で次のように規定されている。
参謀総長はおよそ3年に一度の割合で交代となるが、政府により4年ないし5年に延長されることが多い。

## 歴代参謀総長一覧
| 代     | 名前                                      | 在任期間        |
| ------ | ----------------------------------------- | --------------- |
| 初代   | ヤーコブ・ドリ 陸軍中将                   | 1947年 – 1949年 |
| 第2代  | イガエル・ヤディン 陸軍中将               | 1949年 – 1952年 |
| 第3代  | モルデハイ（モッケ）・マクレフ 陸軍中将   | 1952年 – 1953年 |
| 第4代  | モシェ・ダヤン 陸軍中将                   | 1953年 – 1958年 |
| 第5代  | ハイム・ラシュコフ 空軍中将               | 1958年 – 1961年 |
| 第6代  | ツビ・ツール 陸軍中将                     | 1961年 – 1964年 |
| 第7代  | イツハク・ラビン 陸軍中将                 | 1964年 – 1968年 |
| 第8代  | ハイム（キドニ）・バーレブ 陸軍中将       | 1968年 – 1972年 |
| 第9代  | ダビッド（ダド）・エラザール 陸軍中将     | 1972年 – 1974年 |
| 第10代 | モルデハイ（モッタ）・グル 陸軍中将       | 1974年 – 1978年 |
| 第11代 | ラファエル（ラフール）・エイタン 陸軍中将 | 1978年 – 1983年 |
| 第12代 | モシェ・レビ 陸軍中将                     | 1983年 – 1987年 |
| 第13代 | ダン・ショムロン 陸軍中将                 | 1987年 – 1991年 |
| 第14代 | エフード・バラク 陸軍中将                 | 1991年 – 1995年 |
| 第15代 | アムノン・リプキン＝シャハク 陸軍中将     | 1995年 – 1998年 |
| 第16代 | シャウル・モファズ 陸軍中将               | 1998年 – 2002年 |
| 第17代 | モシェ・ヤアロン 陸軍中将                 | 2002年 – 2005年 |
| 第18代 | ダン（ダニー）・ハルーツ 空軍中将         | 2005年 – 2007年 |
| 第19代 | ガビ・アシュケナジ 陸軍中将               | 2007年 – 2011年 |
| 第20代 | ベニー・ガンツ 陸軍中将                   | 2011年 – 2015年 |
| 第21代 | ガディ・エイゼンコット陸軍中将            | 2015年 – 2019年 |
| 第22代 | アヴィヴ・コハヴィ陸軍中将                | 2019年 – 2023年 |
| 第23代 | ヘルジ・ハレヴィ陸軍中将                  | 2023年 – 2025年 |
| 第24代 | エミル・ザヤール陸軍中将                  | 2025年 –        |